# Partit Conservador del Kurdistan
El Partit Conservador del Kurdistan (PCK/Al Muhafinin; kurd: Parti Parezgarani Kurdistan o Hizb al-Muhafidhin al-Kurdistani) és un moviment polític kurd. Fou fundat cap a la fi 1991 o principi de 1992 i té base tribal surchi. Des de 1996 es va enemistar amb el Partit Democràtic del Kurdistan (PDK) i les relacions van empitjorar després d'un atac del PDK a un poble de la tribu surchi del qual el cap, Hussein Surchi, parent del líder del partit, va morir. En endavant va quedar limitat al territori de la Unió Patriòtica del Kurdistan i va tenir un ministre al gabinet de Sulaymaniyya. El seu cap era Zaid Surchi i actualment és Umar Surchi. En les eleccions del 2005 va obtenir 5.506 vots (0,31%). En les del 2009 va obtenir només 2.426 vots (0,13%).
A les legislatives iraquianes del 2005 (gener i desembre) va anar amb l'Aliança Democràtica Patriòtica del Kurdistan i el 2010 no va participar.